# Moneghetti
Moneghetti Monaco északi városrésze, lakó- és turisztikai negyed. Moneghetti a második legkisebb városrész mind terület, mind lakosság szempontjából. Körülbelül 3000 lakosa van, teljes területe pedig 0,1 km².

## Fekvése
Moneghetti Monaco északi oldalán fekszik, tőle északra található La Condamine. Moneghettit általában La Condamine részének tekintik, még akkor is, ha saját igazgatással rendelkezik. Egy olyan területen található, ahol az Alpokból közvetlenül a Földközi-tengerhez juthatunk.

## Turizmus
Moneghetti nagy szerepet tölt be a turizmusban. Mintegy 50 szállodával rendelkezik, melyek többsége 15-20 szobával rendelkezik.